# Sonja Snacken
Sonja Snacken (* 13. November 1955 in Gent) ist eine belgische Rechtswissenschaftlerin und Kriminologin, die als Professorin an der Freien Universität Brüssel lehrt und forscht. 2004/05 amtierte sie als Präsidentin der European Society of Criminology (ESC), zu deren Gründungsmitgliedern sie zählt. Sie ist zudem Ehrendoktorin der Universität Lüttich.
Snacken erlangte 1978 den Master in Law und wurde 1985 zum Ph.D. in Kriminologie promoviert. Sie war zunächst an der Freien Universität Brüssel in der kriminologischen Forschung (Scientific Council) und als Lehrassistentin für Kriminologie, Strafgesetz und Strafverfahren tätig. 1991 wurde sie dort zur Professorin für Kriminologie, Pönologie und Rechtssoziologie berufen. Parallel lehrte sie von 1999 bis 2009 als Professorin in Teilzeit an der Universität Gent. Sie war 2010/11 Research Fellow am Straus Institute for the Advanced Study of Law and Justice an der School of Law der New York University (2010–2011) und ist seit 2010 Collaborateur-membre des Centre International de Criminologie Comparée der Université de Montréal.
Snackens Forschungsschwerpunkt ist die Pönologie. Sie erarbeitete auf europäischer Ebene Strafvollzugs- und Bewährungsregeln und war an der Formulierung des belgischen Strafvollzugsgesetzes beteiligt.

## Schriften (Auswahl)
- Herausgegeben mit Kristel Beyens: Straffen. Een penologisch perspectief. Maklu, Antwerpen 2017, ISBN 978-90-466-0900-2.
- Herausgegeben mit Tom Daems und Dirk van Zyl Smit: European penology? Hart Publishing, Portland/Oxford 2013, ISBN 978-1-84946-233-4.
- Mit Dirk Van Zyl Smit: Principles of European prison law and policy. Penology and human rights. Oxford University Press, Oxford/New York 2011, ISBN 978-0-19-969331-3.
- Mit Frieder Dünkel: Les prisons en Europe. L’Harmattan, Paris 2005, ISBN 2-7475-8088-1.